# Кросовер (музика)

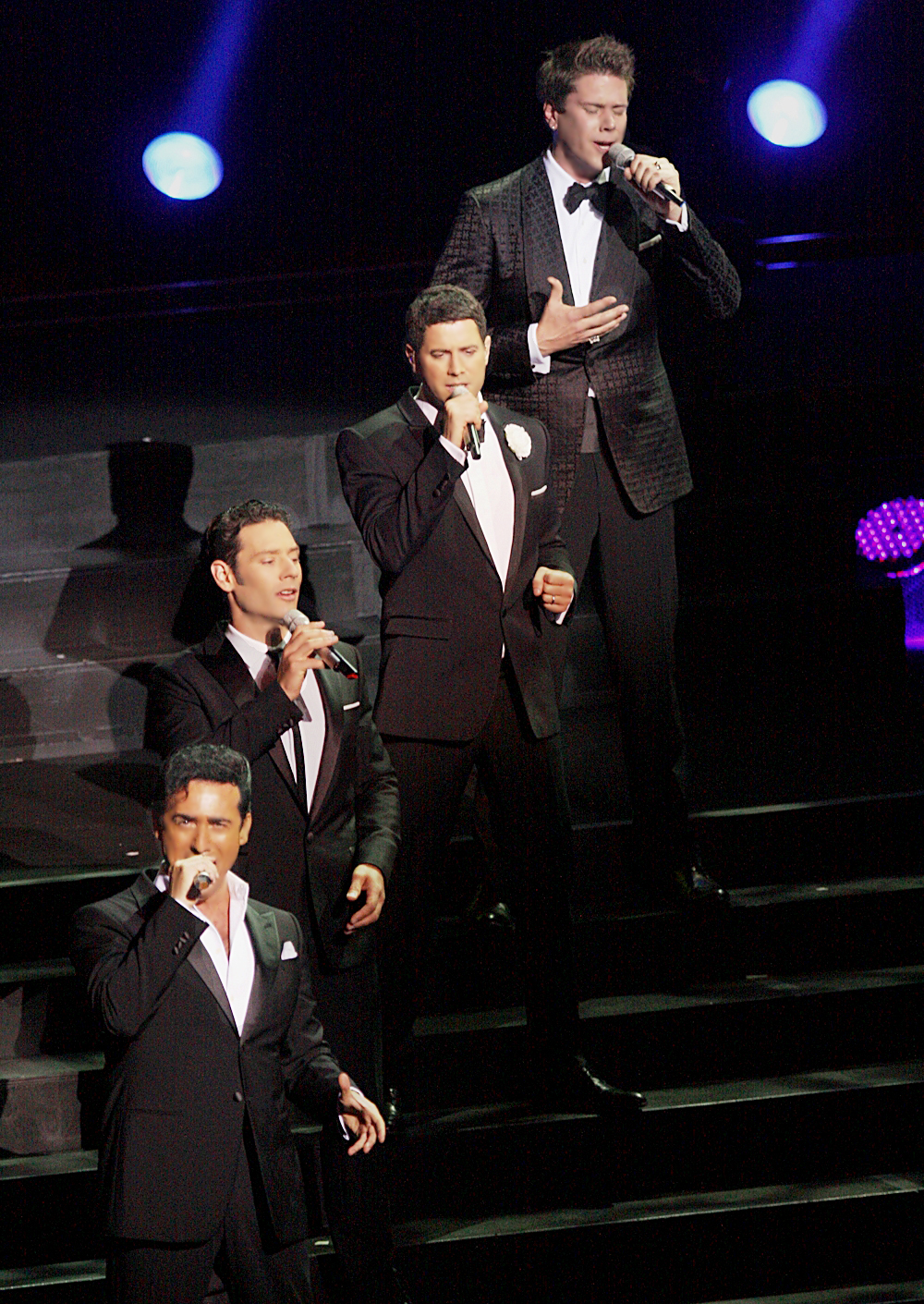
Виступ квартету співаків Il Divo, (класичний кросовер), в лютому 2012 року в Сіднейському оперному театрі

Кросовер — це термін, що застосовується до музичних творів або виконавців, які звертаються до різних типів аудиторії[джерело?]. Це можна побачити, наприклад, (особливо в Сполучених Штатах), коли пісня з'являється в двох або більше чартах звукозапису, які відстежують різні музичні стилі чи жанри. Якщо другий чарт поєднує жанри, наприклад, список «Hot 100», твір не є кросовером.
У деяких контекстах термін «кросовер» може мати негативні конотації, пов'язані з культурним привласненням, маючи на увазі розбавлення відмітних якостей музики, щоб задовольнити масові смаки. Наприклад, у перші роки рок-н-роллу багато пісень, спочатку записаних афроамериканськими музикантами, були перезаписані білими виконавцями, такими як Пет Бун, у більш пом'якшеному стилі, часто зі зміненими текстами, у яких бракувало різкості. оригінальних версій. Ці кавери були популярні серед набагато ширшої аудиторії.
Кросовер часто є результатом появи музики в саундтреку фільму. Наприклад, музика Sacred Harp пережила сплеск кроссоверної популярності в результаті її появи у фільмі «Холодна гора» 2003 року, а музика блюграс пережила відродження завдяки рецепції 2000-х О, де ж ти, брате?.